# Kambodża na Letnich Igrzyskach Paraolimpijskich 2012
Kambodżę na Letnich Igrzyskach Paraolimpijskich 2012 w Londynie reprezentował 1 zawodnik.
Dla reprezentacji Kambodży był to czwarty start w igrzyskach paraolimpijskich (poprzednio w 2000, 2004 i 2008 roku). Dotychczas żaden zawodnik nie zdobył paraolimpijskiego medalu.

## Kadra

### Lekkoatletyka
Kobiety
| Zawodnik      | Konkurencja | Kwalifikacje | Kwalifikacje | Finał                   | Finał                   |
| Zawodnik      | Konkurencja | Czas         | Poz.         | Czas                    | Poz.                    |
| ------------- | ----------- | ------------ | ------------ | ----------------------- | ----------------------- |
| Thin Seng Hon | 100m T44    | 17.35        | 6            | Nie zakwalifikowała się | Nie zakwalifikowała się |
| Thin Seng Hon | 200m T44    | DSQ          | DSQ          | Nie zakwalifikowała się | Nie zakwalifikowała się |